# Chazen Museum of Art
Il Chazen Museum of Art è un museo d'arte situato a Madison, nel Wisconsin.
Conosciuto fino al 2005 come Elvehjem Museum of Art, si occupa di raccogliere opere fortemente analizzate a scopo pedagogico, essendo l'istituto legato all'Università del Wisconsin-Madison.

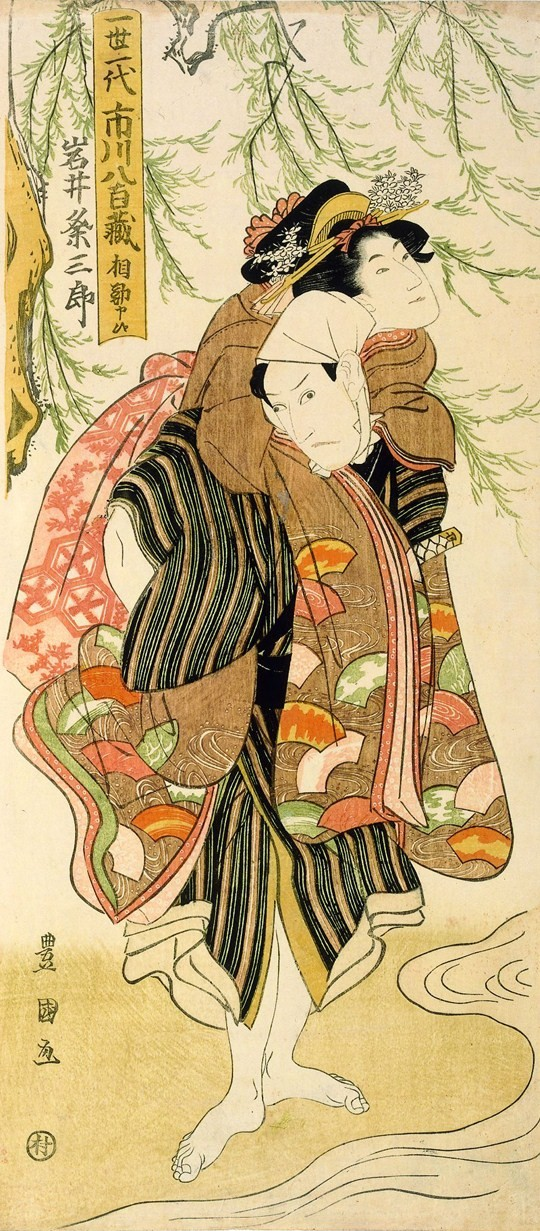
Stampa di Utagawa Toyokuni contenuta nella collezione.

## Collezione
Il museo contiene opere di autori europei quali Joan Miró, Auguste Rodin, Barnaba da Modena, Andrea Vanni, Giorgio Vasari, Hubert Robert, Thomas Gainsborough, Benjamin Williams Leader, Eugène Boudin, e Maximillian Luce; possiede inoltre una vasta collezione di autori americani. Il museo è aperto tutti i giorni dalle 10:00 alle 19:00. tranne sabato e domenica dalle 11:00 alle 17:00.